# Brasilettia
Brasilettia là một chi thực vật có hoa trong họ Đậu.